# Inga allenii
Inga allenii ist eine Baumart aus der Unterfamilie der Mimosengewächse (Mimosoideae). Sie ist in Mittelamerika beheimatet.

## Beschreibung
Inga allenii ist ein kleiner bis mittelgroßer Baum mit korkwarziger Rinde und kahlen Zweigen. Die Blätter sind dreifach paarig gefiedert, die unbehaarten Blättchen elliptisch bis eiförmig und lederig. Das äußerste Blättchenpaar ist 8 bis 16 Zentimeter lang und 3 bis 4 Zentimeter breit, das innerste 5 bis 7 Zentimeter lang und 2,5 bis 3 Zentimeter breit. Die Blattrhachis ist 1,8 bis 5 Zentimeter lang. Zwischen jedem Blättchenpaar finden sich langgestielte Drüsen, die 2 bis 3 Millimeter langen Nebenblätter sind meist dauerhaft, selten hinfällig.
Die Blütenstände sind kopfig und entspringen den Achseln unausgebildeter Blätter. Der Schaft ist 1,8 bis 2 Zentimeter lang, die Rhachis rund 2 Millimeter. Die Blüten sind 6 bis 7 Millimeter lang. Die flachen Früchte sind gerade und unbehaart, 15 bis 20 Zentimeter lang und 2,5 bis 3,2 Zentimeter breit.

## Verbreitung
Die Art ist in Costa Rica und Panama heimisch.

## Systematik und Botanische Geschichte
Die Art wurde 1966 von Jorge León erstbeschrieben.

## Bedrohung
Diese Art ist durch die Zerstückelung ihres Lebensraumes, aufgrund der Ausbreitung von landwirtschaftlichen Nutzflächen in ihrem Bestand rückläufig.

## Nachweise
- Anton Weber, Werner Huber, Anton Weissenhofer, Nelson Zamora, Georg Zimmermann: An Introductory Field Guide To The Flowering Plants Of The Golfo Dulce Rain Forests Costa Rica. In: Stapfia. Band 78, Linz 2001, S. 278, ISSN 0252-192X / ISBN 3-85474-072-7, zobodat.at [PDF]

## Einzelnachweis
1. ↑  Inga allenii in der Roten Liste gefährdeter Arten der IUCN 2013.2. Eingestellt von: Mitré, M., 1998. Abgerufen am 17. Mai 2014.